# Дом војске у Београду
Дом војске у Београду или Палата Ратнички дом, је зграда у Београду. Налази се у улици Браће Југовића 19. Монументално је здање у коме је смештен Дом Војске Србије чије су основне активности информисање и образовање припадника Војске Србије и грађанског сектора кроз бројне културне садржаје као што су: изложбе, концерти, промоције књига, трибине, предавања и сл. Просторије Дома се користе још и за одржавање пријема, конференција, семинара, презентација, сајмова, пословних састанака, коктела, балова и модних ревија.
Изградња Дома је завршена 1931. године према пројекту професора и архитеката Јована Јовановића и Живојина Пиперског. Палата је изграђена у стилу модерне са елементима експресионизма. Плац за изградњу Дома поклонила је Управа града Београда, као поклон бившим ратницима. Ратнички дом је изграђен захваљујући добровољним прилозима чланова Народне одбране и уз новчану помоћ покровитеља краља Александра Ујединитеља. Поред војне намене у Ратничком дому су биле смештене бројна културна удружења која су неговала родољубље и развијала добре односе између војске и народа, односно цивилног сектора. Најактивнија удружења су била Удружења резервних официра и ратника, Удружење добровољаца, Соколска матица, Јадранска стража, Друштво пријатеља Француске и др. Један део објекта био је намењен боравку гостију из унутрашњости. Хотелски карактер Ратнички дом је у већој мери задобио доградњом дела према Симиној улици. Ратнички дом има два крака, један изграђен између 1929. и 1932. године, према улици Браће Југовића и други, дограђен 1939. према Симиној, Француској и Улици Емилијана Јосимовића.
Након инвазије и окупације отаџбине априла 1941. године ово здање користе немачке окупационе власти. Августа 1941. у Дом се смештају официри Вермахта, који ово здање претварају у седиште Гестапоа за читав Балкан. После рата, на прву годишњицу Дана победе, 9. маја 1946. године, званично је установљен Дом ЈА. Први послератни командант и начелник Дома био је професор, ратни пуковник, академски сликар и графичар Бранко Шотра.У дому армије је основано и ЈСД.Партизан. Палата је 1984. године на основу одлуке Скупштине града Београда проглашена за културно добро. Од 2010. Дом је постао седиште Медија центара „Одбрана“ и Уметничког ансамбла „Станислав Бинички“.

## Историјат
Почетком 1929. године, донета је одлука да се у Београду подигне Ратнички дом, као централно културно средиште војске и резервних официра. На конкурс који је расписало Удружење резервних официра и ратника стигло је 31 решење, а жири – чије су чланове између осталих чинили Петар Поповић, Светозар Јовановић и Драгутин Маслаћ – сматрао је да прву награду не заслужује ниједан од поднетих предлога, са образложењем да се без великих допуна, нарочито у концепцији фасада, ниједан план не може узети као основа за директно разрађивање. Додељене су две равноправне друге награде, рад Живка Пиперског и Јована Јовановића и рад Богдана Несторовића и Јована Шнајдера, а коначно право да изведу свој рад добили су Пиперски и Јовановић, са обавезом да га уз инструкције жирија усагласе с радом Несторовића и Шнајдера. Ипак, у стручној јавности преовладавао је став да је најбоље конкурсно решење остварио пројекат Бранислава Маринковића са оригиналном композицијом модернизованог српско-византијског стила.
Конкурсни рад Пиперског и Јовановића конципиран је у духу академизма, као монументална палата са истакнутим венцем и колонадом пиластара, која својим изгледом подсећа на нешто раније завршену зграду Генералштаба, архитекте Вилхелма фон Баумгартена. За разлику од њих, фасада конкурсног пројекта Несторовића и Шнајдера окарактерисана је као византијско-романска и, управо због синтетичности која асоцира на прожимање културних традиција, оваква врста стилске формулације сматрана је пожељним моделом националног стила и била је популарна током двадесетих и тридесетих година 20. века. Финални пројекат по којем је зграда Ратничког дома изведена донео је значајне промене у односу на другонаграђене конкурсне пројекте. Уместо богате, еклектичке пластичне декорације примењен је модернистички, сведен концепт.
Оснивачи Дома су имали идеју да ова зграда постане седиште више националних културних и хуманитарних удружења, по угледу на народне домове у Чехословачкој, Пољској и другим државама. Тако су у оквиру здања своје место, поред Удружења резервних официра и ратника, нашли и други – Јадранска стража, Удружење добровољаца, Соколска матица, Друштво пријатеља Француске, Стрељачки савез, Ловачки савез, Клуб мачевалаца и Фонд удружења глумаца. Дом се састојао од просторија намењених раду бројних удружења, две велике сале за пријеме и ресторана, док су трећи и четврти спрат били у функцији хотела и намењени смештају гостију. Хотелски карактер Ратнички дом је у већој мери задобио доградњом дела према Симиној улици, 1939. године.
Изградња палате Ратничког дома је започета током октобра 1930. године, а завршена је 29. маја 1932, када је извршено њено свечано освећење. Доградњом из 1939. године, задржана је идентична стилска формулација првобитног објекта, а палата је заузела простор целокупног урбанистичког блока између улица Браће Југовића, Француске, Симине и Емилијана Јосимовића. Нови део је освећен 4. фебруара 1940.

## Архитектура
Упадљива је безорнаментална прочишћеност прочеља зграде, нарочито у зони од првог до трећег спрата, перфорирана вертикалним низовима прозора. У зони приземља акцентован је благо избачени аркадни низ, који почива на масивним стубовима, у форми портала, са широким степеништем испред. У формулацији фасада посебно је истакнута угаона кула, ка Француској улици, разбијајући донекле монотон ритам прочеља, али уједно наглашавајући експресивну монументалност здања и његов војнички карактер. Идеја је била да се на овај начин додатно истакне визура објекта, док је на симболичкој равни кула функционисала као визуелна потврда војне функције објекта, а као непосредан извор су преузете форме средњовековних и ренесансних узора. Симболику оваквог архитектонског програма најбоље илуструју речи Милутина Борисављевића у часопису Правда од 24. маја 1929. године: Ратнички дом је требало схватити војнички, у виду неког кастела, средњовековног замка са турелама и донжонима, са можда мало бруталним формама тј. карактером мушкости, јунаштва итд. Архитектура је симболична уметност: спољашност једне зграде треба да изражава њену намену.
Симболику објекта, иако никада нису изведене, додатно је требало да наглашавају и скулптуре предвиђене на прочељу, изнад стубова аркаде. Иконографски скулптурални програм Ратничког дома директно је указивао на функцију објекта и састојао се од осам појединачних фигуралних представа. Како преноси тадашња штампа, на првом стубу је било предвиђено постављање оклопника из доба Немањића, на другом оклопник из Душановог доба, на трећем косовски борац, четвртом гуслар, петом Карађорђев устаник, на шестом војник из 1876. године, седмом из Балканског рата 1912. године и осмом југословенски војник из 1918. године. Овакав иконографски концепт и историјски низ требало је да сведочи о континуитету борбе за ослобођење и уједињење свих Југословена, у контексту актуелне идеологије југословенства.
Због значајних културно-историјских и архитектонско-урбанистичких вредности, 1984. године Ратнички дом у улици Браће Југовића 19 у Београду је утврђен за културно добро.